# Michael Baze
Michael Carl Baze, född 14 april 1987 i Renton i Washington, död 10 maj 2011 i Louisville i Kentucky, var en amerikansk galoppjockey.

## Karriär
Baze växte upp i en familj som hade en historia inom galoppsporten. Hans far var jockey, och hans farbror Gary Baze är invald i Washington Racing Hall of Fame. Baze var också kusin till Tyler och Russell Baze, som även de är jockeys.
Baze kvitterade ut sin jockeylicens 2003, och började rida löp i Kalifornien, innan han samma år åkte till USA:s östkust, där han fick stora framgångar på Monmouth Park Racetrack i New Jersey. 2006 återvände han till södra Kalifornien, och året därpå kom hans stora genombrott, då han blev ryttarchampion på Hollywood Park Racetrack och Del Mar Racetrack.

### Död
Den 10 maj 2011 hittades Bazes kropp inuti hans Cadillac Escalade på stallbacken på Churchill Downs i Louisville, Kentucky. En  preliminär obduktion rapporterade att det inte fanns någon naturlig dödsorsak och att toxikologiska testresultat inte skulle vara tillgängliga på tre veckor. Det rapporterades också att Baze var planerad att höras i domstol i Louisville, då han blivit arresterad för kokaininnehav.
Den 3 juni 2011 rapporterade Jim Wesley, ställföreträdare för Jefferson County, att Baze avlidit av en oavsiktlig överdos. Kokain och receptbelagda smärtstillande medel, oxymorfon, hittades i Baze kropp.